# The Basement (album)
Pour les articles homonymes, voir The Basement.

The Basement est une compilation franco-américaine sortie fin 2005. Elle a permis à des rappeurs américains et français de collaborer sur un même CD.
Côté français, on peut retrouver Rocca, Shurik'N, 113, Rohff, Ärsenik, MC Jean Gab'1, Passi, etc.
Côté américain, des têtes d'affiche comme Mobb Deep, The Game & les Beatnuts sont présents.
Voici la liste des pistes musicales :
1. Royce da 5'9" & MC Jean Gab'1 - Internationaly Know (produit par L in Japanaese)
2. Mobb Deep & 113 - L'école Du Crime (produit par Alchemist)
3. Erick Sermon, Sy Scott & Shurik'N - Hein Hein (produit par DJ Shean)
4. Boot Camp Click & Explicit Samouraï - Danger Danger  (produit par DJ Shean)
5. Rampage, Mass & Don Choa - Everybody Dance  (produit par Tony Fresh et Yoan pour l'agence)
6. Slum Village, Phat Kat & Jango Jack - Baby Girl (produit par L in Japanaese)
7. The Game & Rohff - Top Of The World (produit par Ren Hook)
8. Pete Rock, CL Smooth & Passi - Who Is This (produit par Pete Rock)
9. Beatnuts & Rocca - Bring It Back (produit par JR pour pôle Prod)
10. PMD & Ärsenik - B Boys Stands  (produit par L in Japanaese)
11. Perverted Monks, Dadoo & Acid - We Flow (produit par Tony Fresh et Yoan pour l'agence)
12. Afu-Ra & OFX - Hip Hop (produit par L in Japanaese)
13. Cappadonna (wu tang), CMP & Noir sur Blanc - Liberté (produit par Rost)